# Don't Quit Your Day Job!
Don't Quit Your Day Job! è il primo album del rapper statunitense Consequence, pubblicato nel 2007 dalla GOOD Music di Kanye West, dalla Columbia Records e dalla Red Ink. È il secondo album pubblicato da GOOD Music in ordine temporale.
| Recensione | Giudizio |
| ---------- | -------- |
| AllMusic   | [ 1 ]    |

## Tracce
1. Job Song – 3:18 – Koolade
2. Don't Forget Em – 3:59 – Kanye West
3. Uptown – 3:44 – Canei
4. The Good, the Bad, the Ugly (featuring Kanye West) – 4:11 – Kanye West
5. Night, Night – 2:57 – Younglord
6. Pretty Little Sexy Mama – 3:22 – Darren Henson, Keith Pelzer
7. On Break (Skit) – 0:43 – Consequence
8. Feel This Way (featuring John Legend) – 4:11 – Len Woolfolk, Consequence
9. Callin' Me – 3:36 – Younglord
10. Disperse (featuring GLC & Really Doe) – 4:41 – Koolaid
11. Yo Dex! (Skit) – 0:46 – Consequence
12. Uncle Rahiem – 4:09 – Karriem Riggins
13. Grammy Family (DJ Khaled featuring Kanye West, John Legend & Concequence) – 3:24 – Kanye West
14. Good News, Bad News (Skit) – 1:17 – Consequence
15. Who Knew My Luck Would Change? – 5:16 – Keezo Kane

Traccia bonus su iTunes
1. Blowin' My Phone (Callin' Me Pt. 2) – 3:41 – Devo Springsteen

## Classifiche settimanali
| Classifica (2018)         | Posizione massima |
| ------------------------- | ----------------- |
| Stati Uniti               | 113               |
| US Heatseekers Albums     | 1                 |
| US Independent Albums     | 10                |
| US Top Rap Albums         | 12                |
| US Top R&B/Hip-Hop Albums | 27                |